# Pont de Bir-Hakeim

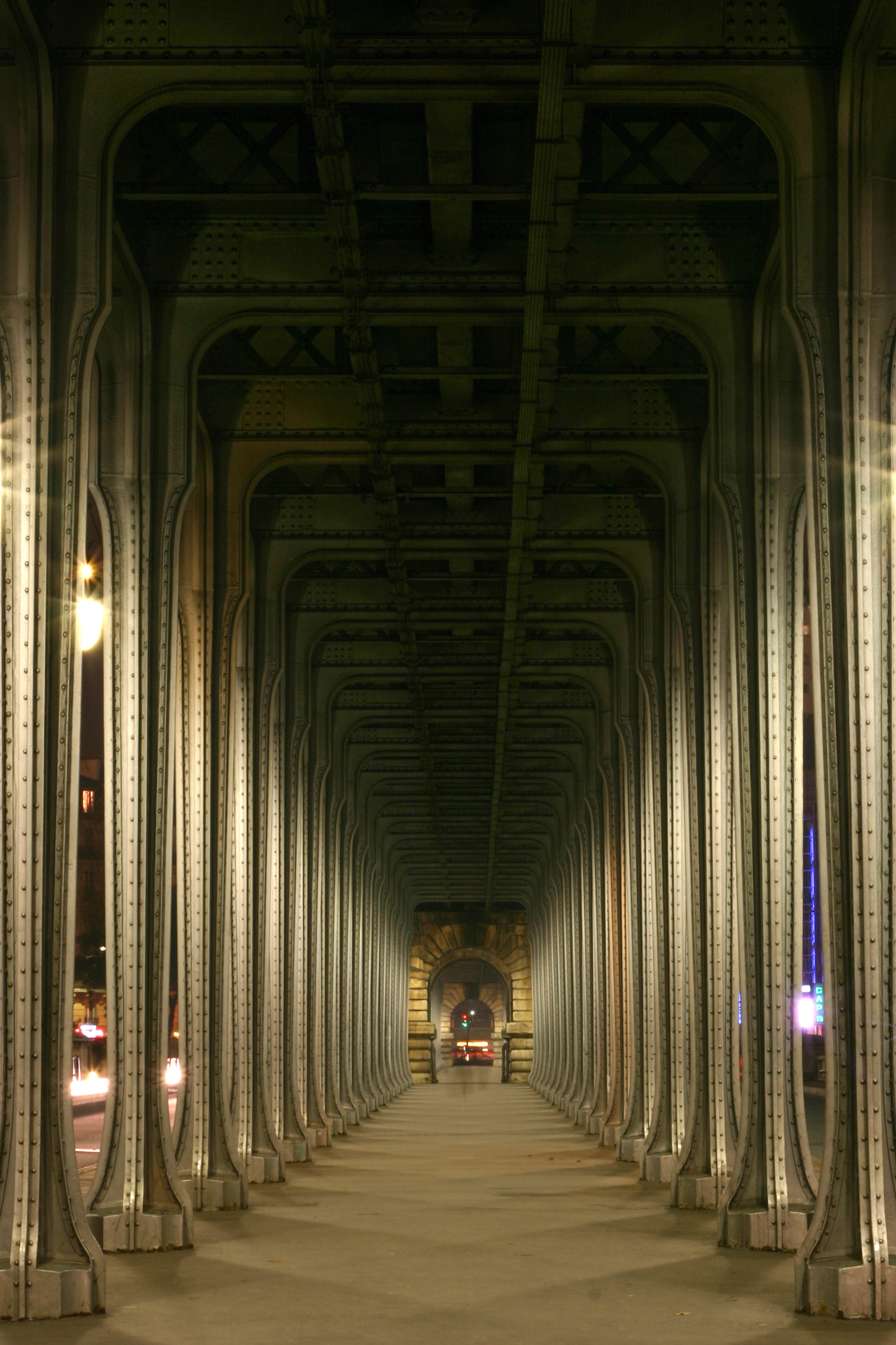
Wiadukt mostu

Pont de Bir-Hakeim – most na rzece Sekwanie znajdujący się w Paryżu, we Francji. Most łączy 15. oraz 16. okręg Paryża. Część mostu przechodzi przez położoną na Sekwanie wyspę Île aux Cygnes.
Most został zbudowany w latach 1903–1905 i zastąpił zniszczoną w 1878 Passerelle de Passy. Wykonany z metalu, jest długi na 227 metrów oraz szeroki na 24,7 m. Posiada dwa poziomy, dolny poziom jest przeznaczony dla pieszych oraz dla ruchu samochodowego. Drugi poziom stanowi wiadukt, który znajduje się nad poziomem dla samochodów i stanowi część linii nr 6 paryskiego metra. Wiadukt mostu jest ozdobiony licznymi tablicami pamiątkowymi, w tym tablicy upamiętniającej żołnierzy francuskich, którzy zginęli w Belgii podczas II wojny światowej.
Oryginalnie most się nazywał Pont de Passy (na cześć byłej komuny Passy). Nazwa mostu został zmieniona w 1948 roku dla uczczenia walczących w bitwie o Bir Hakeim oddziałów Wolnych Francuzów.
Pont de Bir-Hakeim jest dobrym punktem widokowym na Wieżę Eiffla.